# پیتر کریگ
پیتر کریگ (انگلیسی: Peter Craig؛ زادهٔ ۱۰ نوامبر ۱۹۶۹) رمان‌نویس و فیلم‌نامه‌نویس آمریکایی است.

## زندگی شخصی

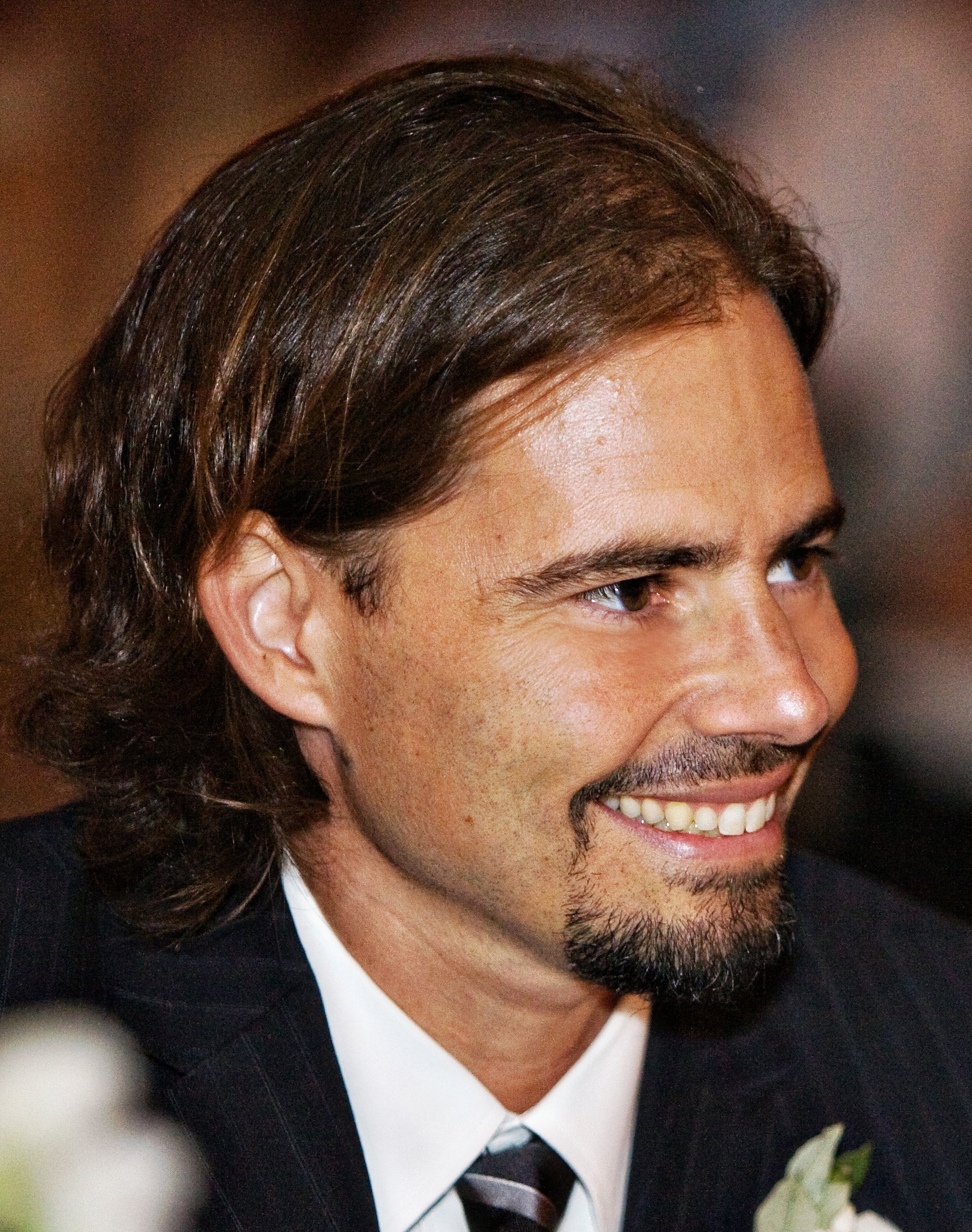
پیتر کریگ در سال 2012

کریگ دو بار طلاق گرفته‌است: ابتدا از امی اسکترگود نویسندهٔ غذایی لس آنجلس تایمز و سپس از جنیفر دی‌فرانسیسکو بازیگر. او دو دختر با اسکترگود و یک پسر از دی‌فرانسیسکو دارد.

## فیلم‌شناسی

### فیلم‌های بلند
| سال  | عنوان                            | تهیه‌کننده | نویسنده |
| ---- | -------------------------------- | --------- | ------- |
| ۲۰۱۰ | شهر                              | نه        | آری     |
| ۲۰۱۴ | بازی‌های گرسنگی: زاغ مقلد – بخش ۱ | نه        | آری     |
| ۲۰۱۵ | بازی‌های گرسنگی: زاغ مقلد – بخش ۲ | نه        | آری     |
| ۲۰۱۶ | پدر هم‌خون                        | آری       | آری     |
| ۲۰۱۸ | ۱۲ نیرومند                       | نه        | آری     |
| ۲۰۲۰ | پسران بد تا ابد                  | نه        | آری     |
| ۲۰۲۱ | نابخشودنی                        | نه        | آری     |
| ۲۰۲۲ | بتمن                             | نه        | آری     |
| ۲۰۲۲ | تاپ گان: ماوریک                  | نه        | داستان  |
| ۲۰۲۳ | مادر                             | نه        | آری     |